# Elko New Market
Elko New Market é uma cidade localizada no estado norte-americano do Minnesota, no condado de Scott.
Sua população, segundo o censo de 2010, era de 4 110 habitantes.